# Economía de participación
Economía de participación es una expresión abarcadora que comprende el análisis económico de las cooperativas de trabajadores, empresas gestionadas por sus empleados, participación en los beneficios, empleados propietarios de acciones, comité de empresa, cogestión, y otros programas y políticas en los cuales los empleados participan en la toma de decisiones y /o en los resultados financieros de las empresas.

## Académicos especialistas
- Gregory Dow
- David Ellerman
- Derek C. Jones
- Takao Kato
- James Meade
- Jaroslav Vanek

## Organizaciones Académicas
- International Association for the Economics of Participation - Asociación Internacional para la Economía de Participación